# Samuel Donnay
Samuel Donnay, né à Flémalle-Grande le 17 mai 1866 et y décédé le 26 janvier 1929 fut un homme politique et syndicaliste socialiste belge.

## Biographie
Fils de parents protestants, fondateur de la coopérative l'Alliance ouvrière à Flémalle-Grande (1887) et créateur de la Société de Secours Mutuels l'Alliance (1897), il fut conseiller communal de cette commune dès 1886, premier échevin jusqu'en 1914, bourgmestre ff. (1896-1900 et 1912-14) et bourgmestre (1914-29) (avant guerre, les gouvernements catholiques conservateurs refusaient de nommer officiellement des bourgmestres socialistes). Conseiller provincial de la province de Liège en 1898, il fut élu député à la Chambre des Représentants (1902-04 et 1908-23).

## Sources
- Bio sur le site du PS de Flémalle